# أمير جديدي
أمير جديدي هو ممثل ولاعب تنس إيراني ولد في 20 يونيو 1984.